# GOLDEN☆BEST 渡辺美奈代 SINGLES
『GOLDEN☆BEST 渡辺美奈代 SINGLES』（ゴールデン☆ベスト わたなべみなよ シングルズ）は、渡辺美奈代の4作目のベスト・アルバム。2002年11月20日発売。発売元はソニー・ミュージックハウス。

## 解説
各レコード会社から発売されているゴールデン☆ベストシリーズの中の1枚で、おニャン子クラブ会員番号29番・渡辺美奈代のソロ・シングルA面曲が収録されたシングル・コレクション。同グループには解散時（1987年9月）まで在籍、後期のおニャン子クラブを支えた。
ボーナス・トラック的なものとして、企画アルバム「MERRY X'MAS FOR YOU」（河合その子・国生さゆり・城之内早苗・渡辺美奈代・渡辺満里奈）に収録された「メッセージ」と、ソロ・デビュー曲「瞳に約束」のオリジナル・カラオケが収録された。
本ベスト盤発売日までにリリースされた全シングル中、Sony Records在籍最後のシングル「Hanakoの結婚」（1991年8月23日）とファンハウスから発売された「オフロでGO!」（1995年4月26日）、「いろいろあったけど」（1996年4月24日）は未収録となっている。ジャケット写真はシングル「いいじゃない」の別ショットが使用された。

## 収録曲
1. 瞳に約束（4:15）
  - ソロデビュー曲。オリコンヒットチャートで第1位を獲得した（1986年7月28日付）
2. 雪の帰り道（3:53）
  - 2作連続のオリコンヒットチャート第1位を獲得した（1986年10月27日付）
3. TOO ADULT（3:56）
  - 3作連続のオリコンヒットチャート第1位を獲得した（1987年1月26日付）
4. PINKのCHAO（3:41）
  - 4作連続のオリコンヒットチャート第1位を獲得した（1987年4月27日付）
5. アマリリス（3:58）
  - 5作連続のオリコン1位を獲得した（1987年8月10日付）
6. ガールズ オン ザ ルーフ（3:34）
7. 両手いっぱいのメモリー（4:33）
8. ちょっとFallin' Love（3:16）
9. 抱いてあげる（3:36）
10. いいじゃない（3:59）
11. 愛がなくちゃ、ネッ!（3:48）
12. Winterスプリング、Summerフォール（3:19）
13. 恋愛（ロマンス）紅一点（4:21）
14. ピチカート・プリンセス（4:21）
15. メッセージ（1:12）
16. 瞳に約束（オリジナル・カラオケ）（4:15）